# Лискинський район
Лискинський район (рос. Лискинский район) — адміністративна одиниця на заході Воронезької області Росії.
Адміністративний центр — місто Лиски.

## Географія
Лискинський район знаходиться в центрі Воронезької області, межує з Каширським, Бобровським, Павловським, Кам'янським та Острогозьким районами області. Площа району — 1950 км².
Основні річки — Дон, Ікорець.